# Mîhailivka, Radîvîliv
Mîhailivka (în ucraineană Михайлівка) este localitatea de reședință a comunei Mîhailivka din raionul Radîvîliv, regiunea Rivne, Ucraina.

## Demografie
Componența lingvistică a localității Mîhailivka
     Ucraineană (98,76%)
     Rusă (1,06%)
     Alte limbi (0,18%)
Conform recensământului din 2001, majoritatea populației localității Mîhailivka era vorbitoare de ucraineană (98,76%), existând în minoritate și vorbitori de rusă (1,06%).